# Heinz Pfeiffenberger
Heinz Pfeiffenberger (* 18. September 1911; † 3. Oktober 1968 in Spanbeck) war ein deutscher Bühnenbildner.
Heinz Pfeiffenberger war jahrelang an mehreren Theatern in Berlin tätig. Er war Mitarbeiter von Bertolt Brecht und Walter Felsenstein, dessen bekannte Falstaff-Inszenierung er ausstattete. Im Schillertheater entwarf er das Bühnenbild für Maria Stuart unter der Regie von  Jürgen Fehling. Während seiner Zeit als Bühnenbildner der Volksbühne Berlin wurde Heinz Pfeiffenberger von Günther Fleckenstein für einige von dessen Inszenierungen ans Deutsche Theater Göttingen verpflichtet. Kurz vor seinem Tod übersiedelte Pfeiffenberger nach Spanbeck bei Göttingen.
Vereinzelt arbeitete er auch an Filmen (z. B. Ein Polterabend) bzw. Fernsehfilmen mit.
Nach dem Krieg heiratete er die Tänzerin Evelyn von Schöning (1919–2016).